# 施耀忠
施耀忠（1963年7月—），江苏海门人，汉族，中华人民共和国政治人物，中国民主建国会会员。
1981年9月，在南京工学院土木工程系公路与城市道路工程专业学习。1985年，考取道路工程专业硕士研究生，师从邵容光。1988年，获硕士学位。
长期在海南公路勘察设计院工作。任全国政协委员、海南省政协常委，民建中央常委、海南省委主委，兼海南省社会主义学院院长（正厅级），海南省公路勘察设计院院长。2015年1月，挂职担任四川巴中市副市长。
2008年，当选第十一届全国政协委员，代表中国民主建国会，分入第八组。因严重违反《中国人民政治协商会议章程》，2016年9月9日，政协海南省第六届委员会常务委员会第十九次会议决定，免去施耀忠政协海南省第六届委员会常务委员职务、撤销其政协海南省第六届委员会委员资格。2016年9月，被撤销第十二届全国政协委员资格。